# 大分市立鶴崎小学校
大分市立鶴崎小学校（おおいたしりつ つるさきしょうがっこう）は、大分県大分市南鶴崎3丁目3番1号にある公立小学校である。

## 沿革
毛利空桑の建言に基づいて熊本藩が1860年（万延元年）に開校した郷校の成美館を源流とする。
- 1872年（明治5年）1月 - 成美館を改め、町立鶴崎小学校と称した。
- 1887年（明治20年）4月 - 鶴崎尋常小学校と改称。
- 1912年（明治45年）4月 - 鶴崎尋常高等小学校と改称。
- 1948年（昭和23年）4月 - 鶴崎町立鶴崎小学校と改称。
- 1954年（昭和29年）4月 - 市制施行により、鶴崎市立鶴崎小学校と改称。
- 1963年（昭和38年）4月 - 市町村合併により、大分市立鶴崎小学校と改称[2]。

## 通学区域
- 乙津町、乙津港町１丁目５番・７番、乙津港町２丁目、小中島1～3丁目、北鶴崎1～2丁目、徳島1～3丁目、中鶴崎1～2丁目、西鶴崎1～3丁目、東鶴崎1～3丁目、南鶴崎1～3丁目、大字乙津（乙津）、大字小中島（小中島、徳島）、大字鶴崎（国宗、下鶴崎一・二、寺司、徳島）、大字皆春（乙津）[3]

## 進学先中学校
- 大分市立鶴崎中学校

## 交通アクセス
- 九州旅客鉄道（JR九州）日豊本線 鶴崎駅より徒歩9分。